# Guayaramerín
Guayaramerín är en ort i Bolivia.   Den ligger i departementet Beni, i den norra delen av landet, 900 km norr om huvudstaden Sucre. Guayaramerín ligger 137 meter över havet och antalet invånare är 36 008.
Terrängen runt Guayaramerín är platt, och sluttar österut. Det finns inga andra samhällen i närheten.
Runt Guayaramerín är det i huvudsak tätbebyggt. Runt Guayaramerín är det mycket glesbefolkat, med 7 invånare per kvadratkilometer.